# Dilar indicus
Dilar indicus är en insektsart som beskrevs av Monserrat 1989. Dilar indicus ingår i släktet Dilar och familjen Dilaridae. Inga underarter finns listade i Catalogue of Life.